# Poliksy
Poliksy – wieś w Polsce, w województwie pomorskim, w powiecie sztumskim, w gminie Dzierzgoń, przy trasie drogi wojewódzkiej nr 515. Wieś jest siedzibą sołectwa „Poliksy” w którego skład wchodzi również miejscowość Litewki.
W latach 1975–1998 miejscowość administracyjnie należała do województwa elbląskiego.